# Сиагрий

Суассонская область в 486 году

Сиагрий (Афраний Сиагрий; лат. Afranius Syagrius; 430—487) — последний из влиятельных римских военачальников, а также последний наместник северной части Римской Галлии (Суассонской области) приблизительно в 465—486 годах. Именно ко времени его гибели относят полный крах римской государственности в Западной Европе.

## Биография
Сиагрий был родом из галло-римской сенаторской семьи. Отец Сиагрия — полководец Эгидий — установил в Северной Галлии в 456/457—465 годах своё господство. Сиагрий унаследовал область между Луарой и Соммой со столицей в Суассоне. Оставшийся последним представителем Империи на Западе, он именовался титулом dux (начальник военного округа), но соседние германские племена называли его «королём римлян» (отсюда одно из названий его анклава).
В 476 году властвовавший в Суассонской области Сиагрий не признал верховной власти Одоакра, который свергнул Ромула Августа, последнего императора Запада. Полагая, что его «государство», сохранив римскую структуру, могло бы явиться законным преемником Западной империи, он одновременно с Одоакром направил послов ко двору правителя Византии императора Зенона, который признал легитимной власть Одоакра над Западом, оставив без внимания просьбу Сиагрия. Государство в междуречье Луары и Соммы порвало все связи с Италией и не имело дальнейших контактов с Византией, хотя даже после 476 года Сиагрий продолжал утверждать, что он лишь управляет римской провинцией, даже после того как салические франки расторгли договор и прекратили выполнять федератские обязательства.
Молодой король турнейских франков Хлодвиг I в союзе со своим родственником, камбрейским королём Рагнахаром, выступил против последнего римского наместника Галлии и разгромил его войско в битве при Суассоне в 486 году. После этого Сиагрий бежал в Тулузу к вестготам, но их король Аларих II выдал его Хлодвигу, который и казнил Сиагрия в 487 году.

## Роль в истории Западной Европы
Тот факт, что именно Сиагрию, а не, например, другому италийскому или иберийскому полководцу удалось так долго продержаться в Северной Галлии — не самой романизованной провинции, подтверждает факт смещения политического и культурного центра Европы всё дальше на север в силу целого ряда политических, климатических, экономических и культурных аспектов.